# Sæby
Saeby est une ville portuaire danoise du nord du Jutland, faisant partie de la Commune de Frederikshavn,

## Histoire
Sæby est à l'origine un village fondé au XIe siècle, probablement par les vikings.
Le nom Sæby provient de Søby, qui signifie ville maritime. La ville va néanmoins être nommée Mariested, du nom du monastère voisin, de 1462 à la réforme. La ville obtient en 1524 son droit de cité, grâce à l'évêque Stygge Krumpen, ce qui explique les armoiries de la ville (une madone au croissant de Lune), qui rappellent l'époque catholique.
Sæby est la plus grande ville du Vendsyssel jusqu'au XVIIe siècle, au cours duquel l'ensablement du port et la Première guerre du Nord lui font perdre sa position, qu'elle ne regagne pas par la suite, Frederikshavn étant devenue le cœur économique de la région.
À la fin du XIXe siècle, Sæby devient une ville balnéaire, attirant de nombreuses personnalités comme Henrik Ibsen, Sophus Schandorph (en), Holger Drachmann, Gustav Wied ou Herman Bang.